# Marilyn Contardi
Marilyn Contardi nacida en Zenón Pereyra, provincia de Santa Fe. Es una catedrática, poeta, cineasta y traductora.

## Reseña biográfica
Marilyn Contardi nació en Zenón Pereyra, provincia de Santa Fe.
Estudió en el Instituto de Cinematografía de la Universidad Nacional del Litoral de donde egresó con el título de Realizadora de Documentales.
Vivió en París y Rennes, Francia, donde fue profesora del Departamento de Español de la Universidad de Rennes 2 Alta Bretaña.
Regresa al país en 1985.
Es docente en el taller de Cine de la Universidad Nacional del Litoral
Ha publicado los libros de poemas Los espacios del tiempo (en Venezuela, 1979), El estrecho límite (1992) y Los Patios (2000). Como cineasta realizó, entre otras obras, los films Zenón Pereyra, un pueblo de la colonización (1991) y Homenaje a Juan L. Ortiz (1992). Es también traductora.
Participó en números congresos, mesas redondas, festivales de poesía

Sobre su obra, Analía Gerbaudo destaca que:
Como Juan L. Ortiz, Marilyn Contardi compone versos que vuelven la mirada sobre su mundo cercano, sólo en apariencia presentado con sencillez: la distancia de su voz con la enunciación coloquial está marcada por la explotación de los juegos con la sintaxis, la elección del léxico, el cruce de lenguas y, muy especialmente, por la disposición en la página y la atención a la musicalidad de las palabras reunidas en sus versos en los que reverberan ecos de los poetas con los que se revela en deuda. Estrategias que ostensivamente señalan un labrado de la lengua que grita su carácter de poesía a la vez que, en un mismo movimiento, presenta el lugar de su confín

## Obras

### Libros
- 1979 - Los espacios del tiempo, Caracas : FUNDARTE[8]
- 1992 - El estrecho límite, Santa Fe, Argentina : Ediciones de la Cortada, Universidad Nacional del Litoral,[9]
- 2000 - Los patios, Santa Fe, Argentina : Centro de Publicaciones, Secretaría de Extensión, Universidad Nacional del Litoral[10]
- 2011 - Cerca del paraíso. Córdoba, Argentina Alción Ed. [11]

### Traducciones
- 1994 - Osip Mandelstam ; tr. Marilyn Contardi, Cecilia Beceyro, Conversaciones sobre Dante. México : Universidad Iberoamericana[12]

### Documentales y programas de televisión
- 1986 - Reencuentro -  Ficción 16 min.
- 1991 -  Zenón Pereyra, un pueblo de la colonización - 28 min[13]
- 1992 - Homenaje a Juan L. Ortíz.    1 DVD (27 min) 12 cm[14]
- 2001 - Nadar contra la corriente - 43 min (Mario Bunge en S.Fe)
- 2002 - Bienal - 38 min. (sobre la Bienal de arte joven)[15]
- 2007 - Un mundo especial ( para Centro para niños especiales) - 45 min
- 2009 - Reforma. (sobre la Reforma Univ. de 1918) -  60 min[16][17]
- 2013 - Qué es el cine (curso de enseñanza de cine en la escuela) - 38 min
- 2015 - Cielos Azules: Zenón Pereyra II parte, - 77 min[18]
- 2016 - Momentos Musicales, (documental sobre ISM) - 53 min

#### La Butaca documental
Programa de televisión semanal del Canal Litus.

### Prólogos y colaboraciones
- 2010 - Juan Manuel Inchauspe ; [dirección de la edición, introducción y notas, Sergio Delgado y Francisco Bitar] ; [con prólogo de Estela Figueroa y Marilyn Contardi]. Trabajo nocturno: poemas completos. Santa Fe, Argentina : Universidad nacional del Litoral[20][21]